# Tour de Lorraine
Ne doit pas être confondu avec Circuit des mines.
Le Tour de Lorraine, est une course cycliste française à étapes, disputée de 1936 à 1982 en Lorraine.

## Palmarès
| Année | Vainqueur            | Deuxième              | Troisième               |
| ----- | -------------------- | --------------------- | ----------------------- |
| 1936  | Jean Majerus         |                       |                         |
| 1946  | Jean Majerus         | Pierre Bardel         | Manuel Santos Gonçalves |
| 1947  | Attilio Redolfi      | Edward Van Dyck       | Roger Chupin            |
| 1948  | Mario Fazio          | Maurice Quentin       | Robert Renoncé          |
| 1949  | Gilbert Bauvin       |                       |                         |
| 1950  | Gustave Speeckaert   | Roger Dequesne        | Charles Jolly           |
| 1951  | Jean Kirchen         | Galliano Pividori     | Louis Forlini           |
| 1952  | Jean Diederich       | Amand Audaire         | Jefke Janssen           |
| 1953  | Ugo Anzile           | Edy Hein              | Marcel Houillon         |
| 1982  | Jean-René Bernaudeau | Jean-François Chaurin | Éric Caritoux           |